# Blaw-Knox antenna

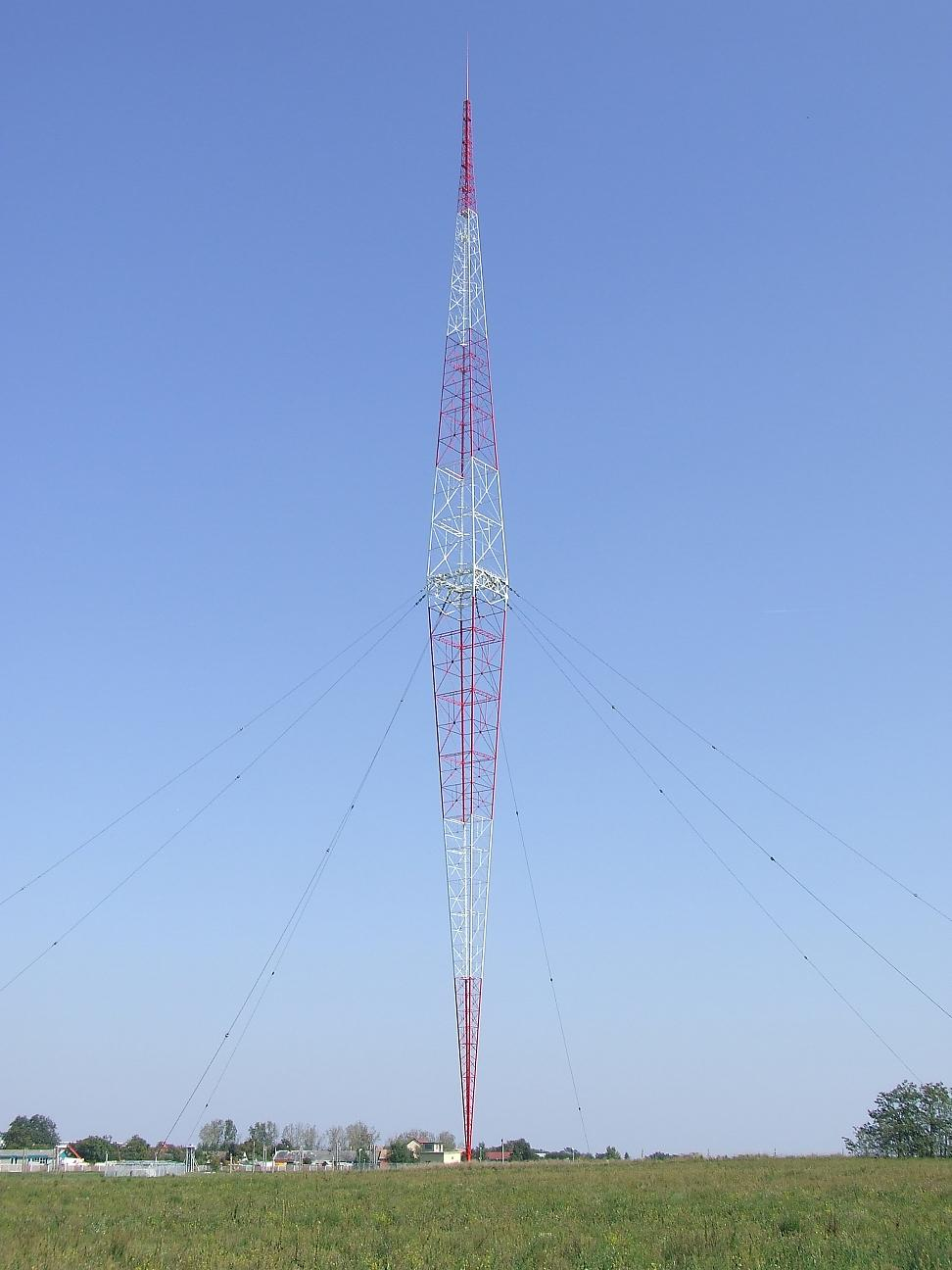
A valaha épült legmagasabb Blaw-Knox antenna Lakihegyen (314 m)

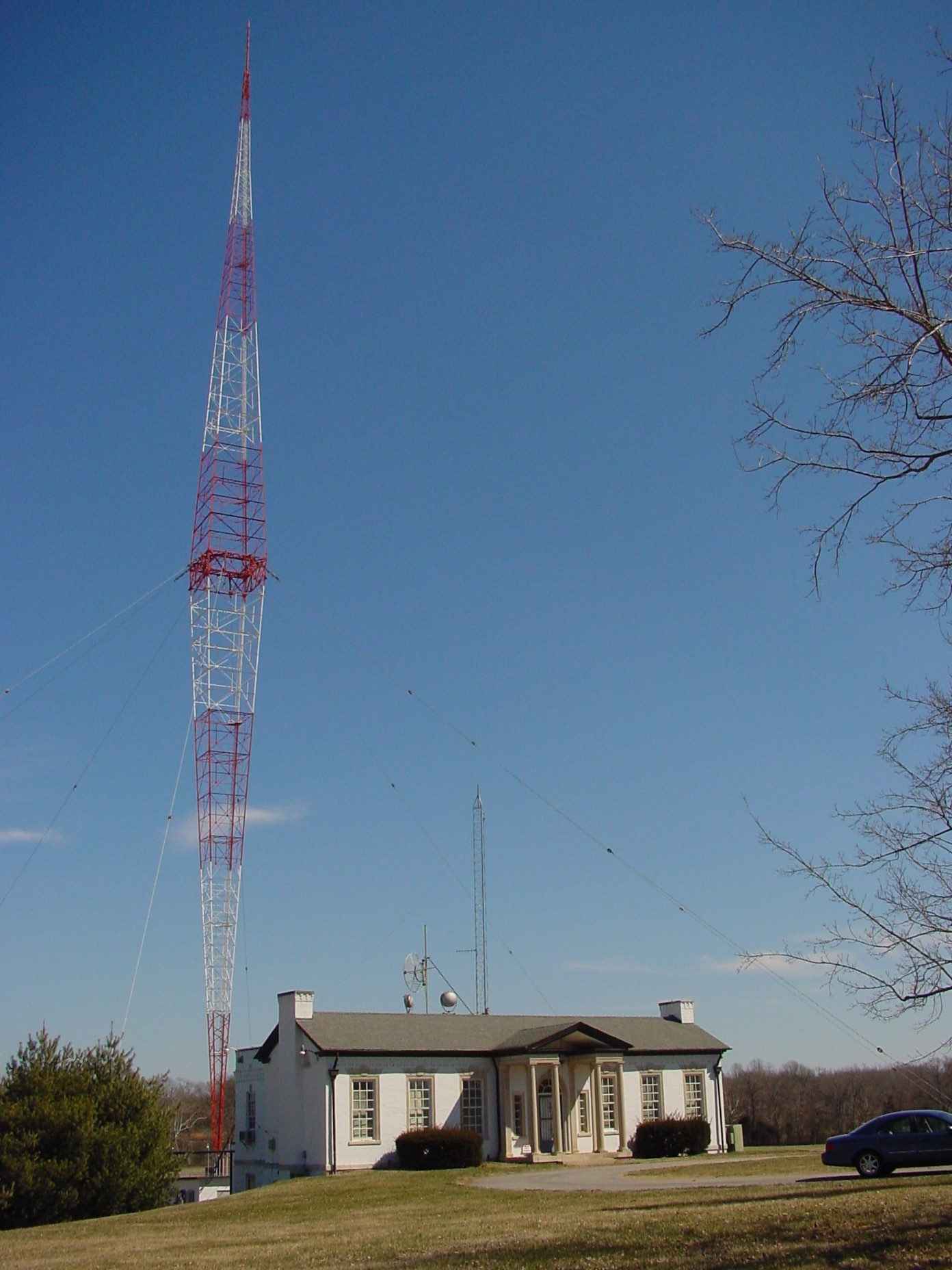
A Nashville melletti WSM antenna az Amerikai Egyesült Államok legmagasabb Blaw-Knox antennája (246 m)

A Blaw-Knox Társaság Pittsburgh-i székhelyű amerikai acélszerkezeteket és építkezési berendezéseket gyártó cég volt a 20. század első felében. Ismertségét az általuk gyártott rádió-adóantennáknak köszönheti, amelyeket többnyire az 1930-as években építettek az Egyesült Államokban. Bár a cég számos fajtáját gyártotta ezeknek az adótornyoknak, a Blaw-Knox-antenna elnevezés többnyire a cég nem szokványos, szivar alakú formatervére utal. Szabadalmi bejegyzése az Amerikai Egyesült Államokban 1 897 373 sorszám alatt történt. Ezt az antennát a torony középrészén csatlakoztatott acélsodronyokkal megfeszítve stabilizálták függőleges helyzetben.
Számos Blaw-Knox által gyártott, illetve Blaw-Knox-rendszerű hagyományos és szivar alakú antennatorony van mind a mai napig használatban a világon. Többségük az Egyesült Államokban, de Európában is fellelhető néhány példány.

## Tulajdonságai
Az antenna mérete eltér a negyed hullámhosszúságú sugárzóétól. Vízszintesen körsugárzó, de a Blaw-Knox antenna függőleges sugárzási karakterisztikája szűkebb. Az eltérő alsó és felső toronyrész ún. anti-fading sugárzási tulajdonságokkal rendelkezik. Ennek következtében a talaj menti és a térhullám által keltett interferencia csak 250 km-nél nagyobb távolságon kelt vételi elhalkulást. Az adóantenna hangolótoldattal rendelkezik (Lakihegy esetén ez 30 m), ez tette lehetővé, hogy 1933 óta többször is lehetséges volt sugárzási frekvenciát változtatni.
Az antenna hossz és hullámhossz aránya befolyásolja a függőleges sugárzási karakterisztikát. Ehhez hasonló ábrát találunk a rövidhullámú antennákra vonatkozó közleményben (6. ábra).

## Európában
- Lakihegy (Magyarország), épült: 1933-ban, magasság: 314 m (ez a valaha épült legmagasabb Blaw-Knox-antenna)
- Lisnagarvey (Írország), épült: 1936-ban, magasság eredetileg 145 m (jelenleg alacsonyabb, mert átállították más hullámhosszra)
- Vakarel (Bulgária), épült: 1937-ben, magasság: 215 m
- Sztara Zagora (Bulgária)
- Riga (Lettország)

## USA-ban
- WSM (Nashville) magassága 246 m (eredetileg 267 m)
- WLW (Cincinnati) – 227 m (eredetileg 253 m)
- WBT (Charlotte) három torony, melyek egyenként 130 m magasak
- WFEA (Manchester) – 121 m
- WBNS (Columbus) – 116 m
- WPHT (Philadelphia) – 56 m

## Képek

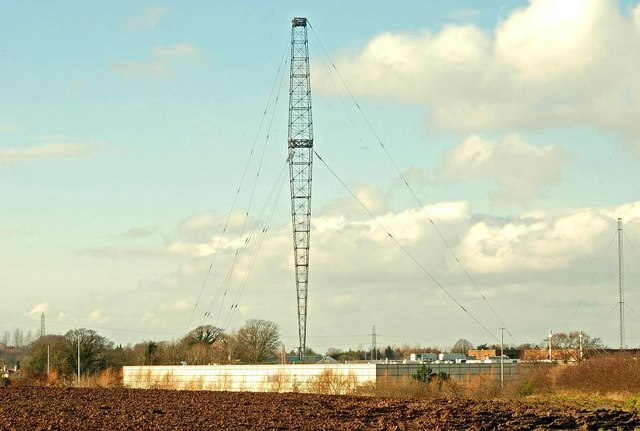
Lisburn, Észak-Írország
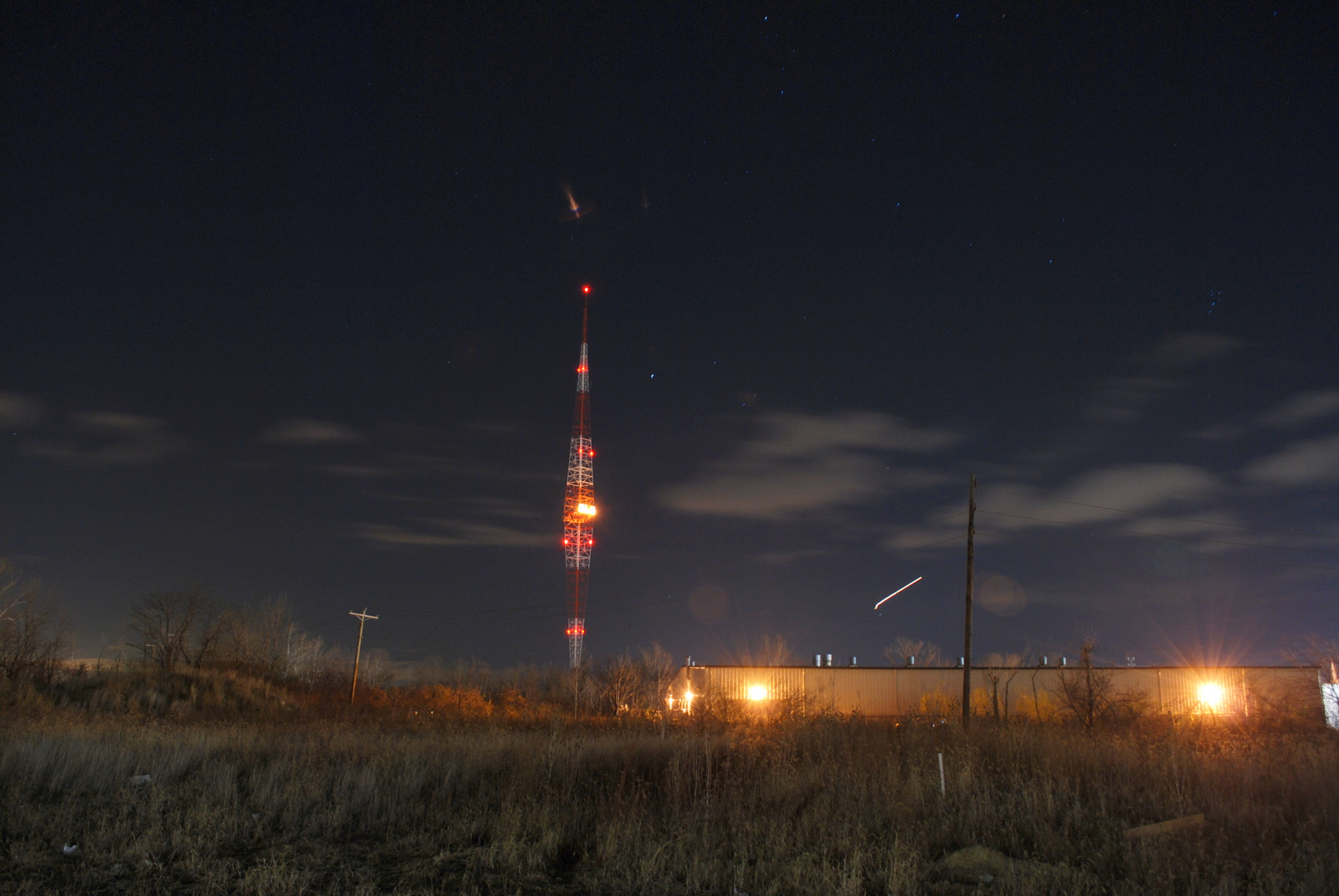
WLW, Mason, Ohio, USA
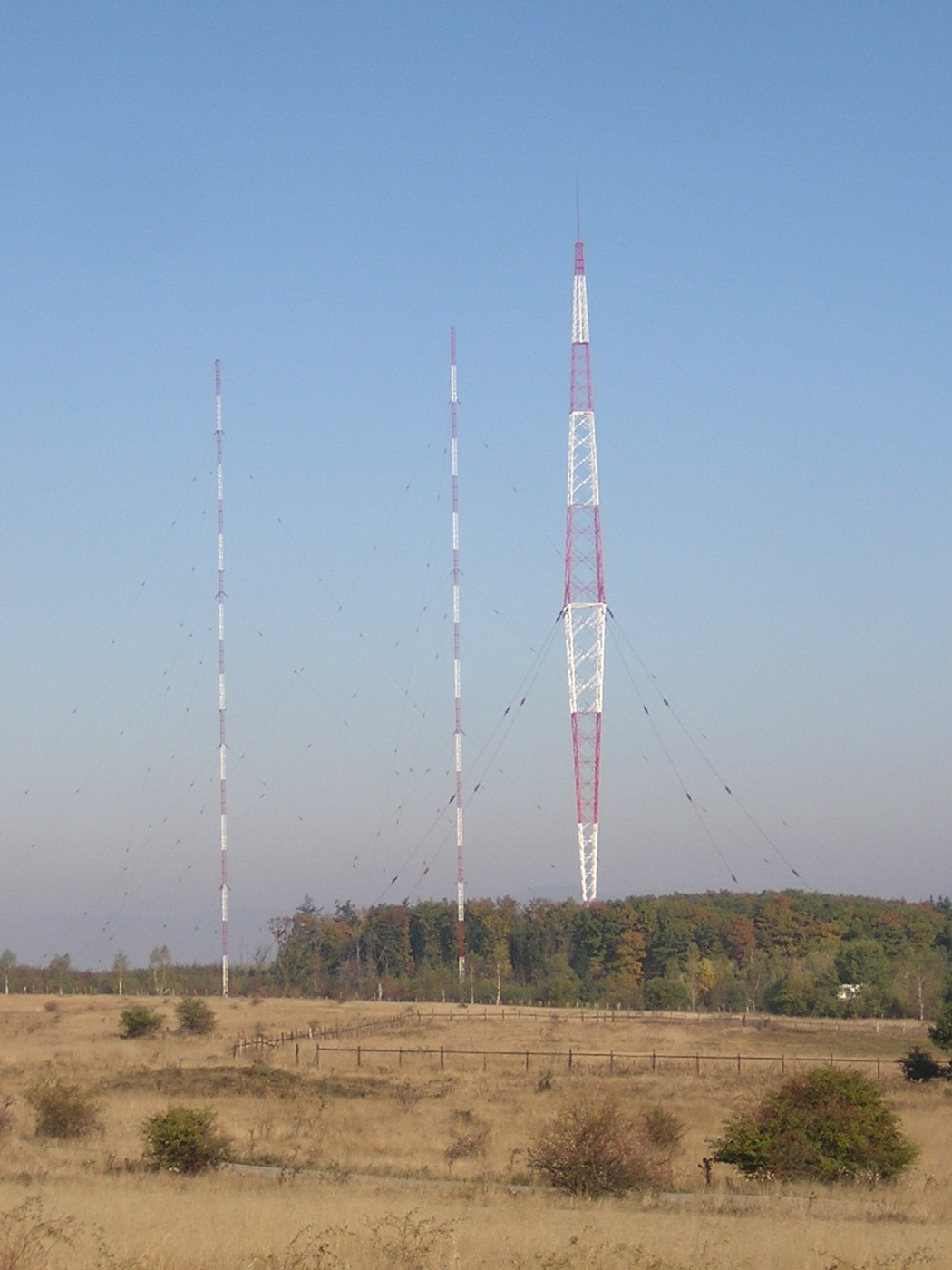
Vakarel, Bulgária

## Külső hivatkozások
1. ↑  És hamarosan a sötétség - Társaság a közszolgálati Rádióért. takrad.hu, 2007. [2012. február 3-i dátummal az eredetiből archiválva]. (Hozzáférés: 2012. október 23.)
2. ↑  Dósa, György: A körsugárzó rövidhullámú antennák, antennarendszerek fejlődése és a hazai eredmények. omikk.bme.hu, 2012. [2010. július 5-i dátummal az eredetiből archiválva]. (Hozzáférés: 2012. október 26.)

- Hetvenöt éves a lakihegyi szivarantenna Archiválva 2009. május 12-i dátummal a Wayback Machine-ben – az Origo cikke az adótoronyról, 2008. december 1.
- A lakihegyi adó története (magyar)
- Blaw-Knox antennák (angol) Archiválva 2005. augusztus 29-i dátummal a Wayback Machine-ben